# Aloe pillansii
Aloe pillansii (tiếng Anh thường gọi là Giant Quiver Tree) là một loài thực vật]] thuộc họ Aloaceae. Loài này có ở Namibia và Nam Phi. Môi trường sống tự nhiên của chúng là vùng cây bụi khô khu vực nhiệt đới hoặc cận nhiệt đới. Chúng hiện đang bị đe dọa vì mất môi trường sống.

## Hình ảnh

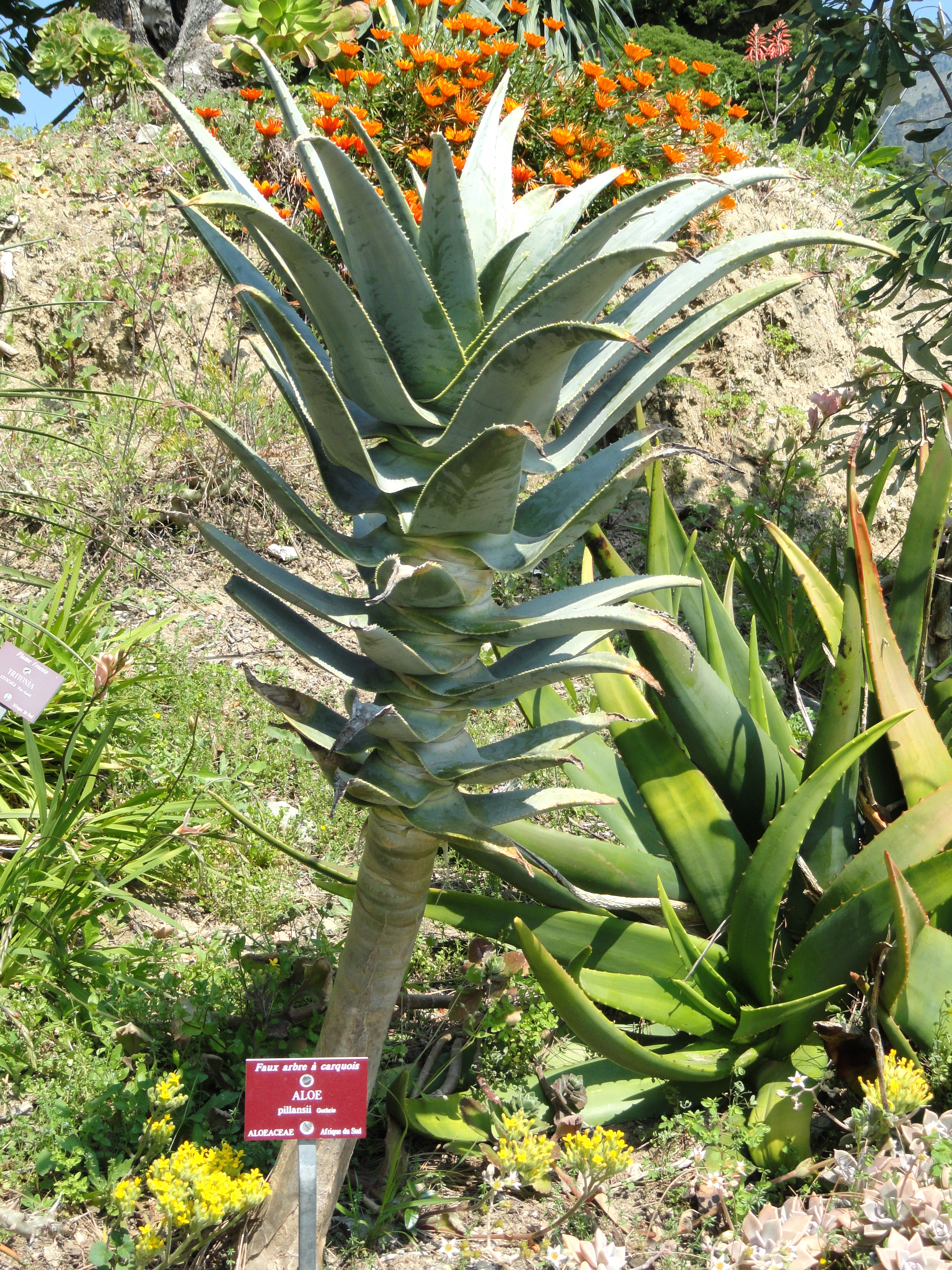